# Greatest Hits (album de Robbie Williams)
Pour les articles homonymes, voir Greatest Hits.
Albums de Robbie Williams
Live at Knebworth
(2003) Intensive Care
(2005)
Greatest Hits est une compilation des plus grands succès Robbie Williams. Sorti en 2004, cet album comporte deux titres inédits Radio et Misunderstood.

## Titres
Il existe huit versions différentes (Royaume-Uni, Europe, Nouvelle-Zélande, Australie, Mexique, Japon, Argentine et Asie) dont la composition est adaptée à la zone ciblée.
Par exemple, seule la version « Europe » contient le titre Suprême (interprété en français) et seule la version japonaise contient Something Beautiful qui a été utilisé dans le générique d'une série télévisée locale.
Voici les titres de l'édition britannique :
1. Old Before I Die
2. Lazy Days
3. Angels
4. Let Me Entertain You
5. Millennium
6. No Regrets
7. Strong
8. She's the One
9. Rock DJ
10. Kids (avec Kylie Minogue)
11. Supreme
12. Let Love Be Your Energy
13. Eternity
14. The Road to Mandalay
15. Feel
16. Come Undone
17. Sexed Up
18. Radio
19. Misunderstood

L'édition pour la France et le Benelux est quasi identique, au détail près que la chanson Supreme est en version française.

## Anecdotes
- Deux pochettes sont disponibles pour chacune des éditions de l'album, ce qui fait 16 versions différentes.
- En Grande-Bretagne, le Greatest Hits a aussi été commercialisé sur une carte mémoire MMC (Multimedia Memory Card) utilisable avec les téléphones mobiles de dernière génération et les assistants personnels. D'une capacité de 1 Go, ce format inédit pour un album studio propose aussi des contenus vidéo exclusifs.